# Krzyż Lotniczy (Brazylia)
Krzyż Lotniczy (port. Cruz de Aviação) – brazylijskie wojskowe odznaczenie, ustanowione 10 kwietnia 1945.
Krzyż ten przeznaczony jest dla członków załóg statków powietrznych Brazylijskich Sił Powietrznych za sprawne wykonywanie misji wojennych. Od 1946 może zostać przyznany członkom lotniczych załóg sprzymierzeńców.
Od 1947 krzyż nadawany jest w dwóch wersjach, różniących się kolorami wstążek:
- wstążka A – za zasługi podczas kampanii włoskiej w czasie II wojny światowej,
- wstążka B – za zasługi podczas kampanii południowoatlantyckiej w czasie II wojny światowej.

W brazylijskiej kolejności starszeństwa odznaczeń krzyż zajmuje miejsce po Medalu Kampanii, a przed Medalem Kampanii Włoskiej.